# Wolf Lorenz von Hofkirchen

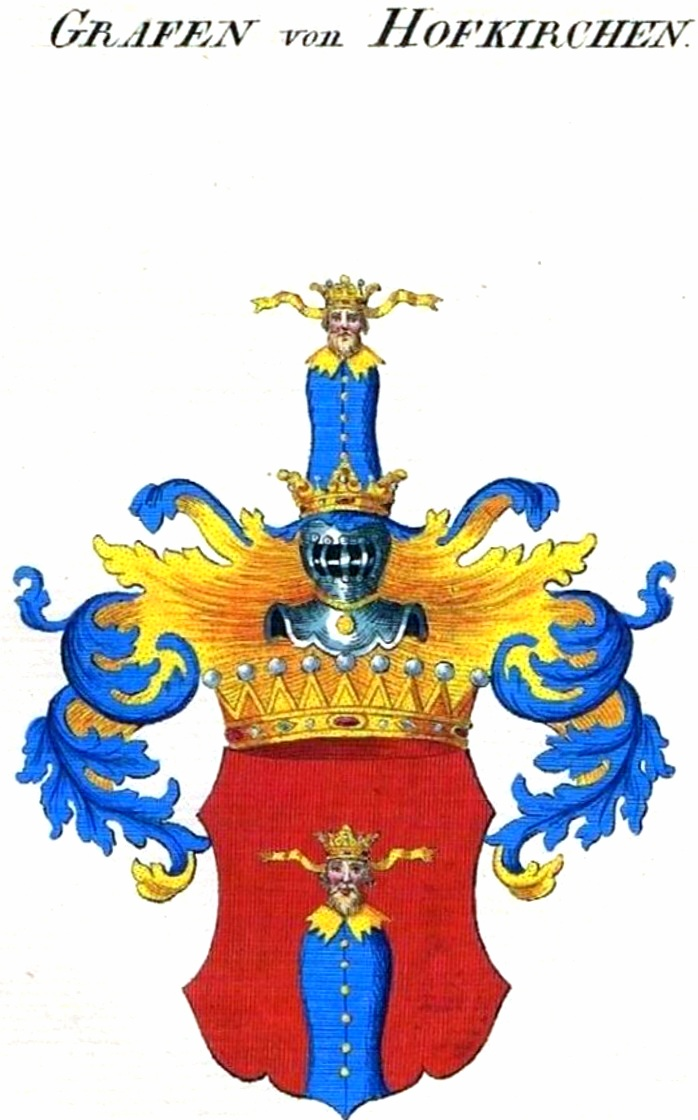
Wappen der Grafen von Hofkirchen

Wolf(f)/Wolfgang Loren(t)z Freiherr von Hofkirchen, ab 1663 Graf von Hofkirchen (* um 1635; † 1672), war ein Oberst und Kammerherr im Dienste mehrerer deutscher Herrscher. Er gilt als Beispiel für die dauerhafte Übersiedlung nach Kursachsen als religiösem Exil im 17. Jahrhundert und war Günstling des Kurfürsten Johann Georg II. von Sachsen, der ihm die hohe Summe von 12.000 Gulden schenkte, fiel jedoch in Ungnade und musste das Land verlassen.

## Leben und Werk

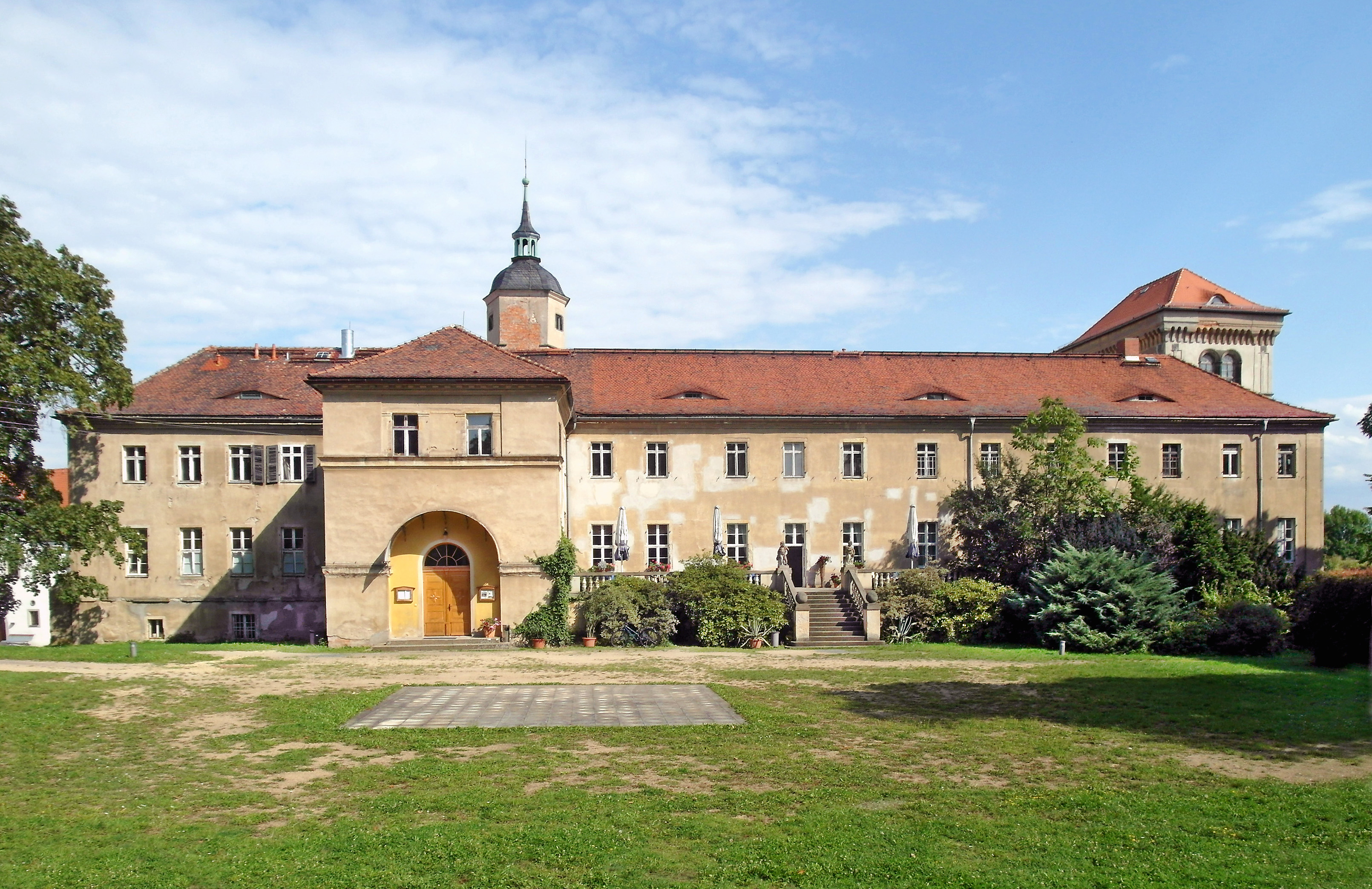
Schloss Gamig, ab 1663 Sitz der Familie

Unterschriften von Wolf Lorenz Graf von Hofkirchen nebst Ehefrau und Janko Peranski, 1671

Er stammte aus der in Niederösterreich ansässigen Adelsfamilie der Freiherren von Hofkirchen. Wahrscheinlich war er der älteste Sohn des Lorenz von Hofkirchen (1606–1656) und der ihm 1633 angetrauten Agatha Gräfin zu Oettingen-Oettingen (1610–1680). Das Kriegsglück hatte zuvor den katholischen Anteil der Grafschaft Oettingen als Kriegsbeute dem schwedischen Generalleutnant Lorenz von Hofkirchen ausgeliefert. Der Oettinger Landesvater Ludwig Eberhard hatte erst daraufhin seine Tochter Agatha an Hofkirchen, der selbst Sohn einer Oettinger Grafentochter war, zur Frau gegeben.
Agatha war nachmals Gemahlin des Grafen Gustav Axel von Löwenstein-Wertheim. Auch war sie eine ältere Schwester des Grafen Joachim Ernst von Oettingen-Oettingen und Tante von dessen Nachfolger, des Grafen und ab 1674 Fürsten Albrecht Ernst I. zu Oettingen-Oettingen. Wolf Lorenz war mithin dessen Vetter.
Wolf Lorenz von Hofkirchens Vater war 1619 aus religiösen Gründen emigriert, in kurbrandenburgischem, sächsischem und schwedischem Militärdienst zum General aufgestiegen, bevor er 1638 in kaiserliche Dienste übertrat und nach Österreich zurückkehrte. Sechs Jahre später wurde er aus dem kaiserlichen Dienst entlassen und verließ das Land erneut mit Empfehlung an den sächsischen Kurfürsten.
Wolf Lorenz wurde im Jahr 1658 unter dem Gesellschaftsnamen Der Fechtende in die Fruchtbringende Gesellschaft aufgenommen. Seine Gesellschaftspflanze war der Vollblühender Rosenstok, sein Gesellschaftsmotto Wens Zeit ist. Gemeinsam mit weiteren Verwandten, darunter seinem Vetter Karl Ludwig und seinem vermutlich jüngeren Bruder Georg Lorenz von Hofkirchen, erreichte er beim Kaiser Leopold I. in Wien am 17. Februar 1663 die Erhebung in den Reichsgrafenstand. Gleichzeitig wurde ihnen die Anrede „Hoch- und Wohlgeboren“ für das Reich und die Erblande verliehen.
Hofkirchen trat in den Dienst der Wettiner am kursächsischen Hof in Dresden und diente zunächst als Kornett in der Leibgarde zu Ross des Kurfürsten Johann Georg II. Am 6. Dezember 1663 übernahm er als Oberstleutnant von Christoph Melchior von Neitschütz das Kommando über diese kurfürstliche Leibgarde. Es muss sich ein relativ enges persönliches Verhältnis zwischen ihm und den Kurfürsten entwickelt haben, da dieser ihm am 25. Juni 1665 „aus sonderbarer Gnade“ die Summe von 12.000 Gulden schenkte. Weil soviel Bargeld in der kurfürstlichen Rentkammer nicht verfügbar war, setzte der Kurfürst Graf Hofkirchen in die beiden kurfürstlichen Vorwerke Bleesern und Klitzschena im Kurkreis ein, die damals auch als Gestüte dienten. Wenig später erfolgte seine Beförderung zum Oberst. Er gehörte zum engsten Hofstaat und nahm gemeinsam mit dem Kurfürsten und Kurprinzen an zahlreichen Veranstaltungen teil.
Für die Hochzeit seines Günstlings im Februar 1666 übernahm der Kurfürst durch das Oberhofmarschallamt in Dresden die Organisation. Die Feierlichkeiten erstreckten sich über mehrere Tage, dazu gehörten auch Armbrust- und Büchsenschießen. Mehrere Gäste aus Wien und Hofkirchens österreichischer Heimat waren zu diesem Ereignis am Hofe geladen, darunter auch der kaiserliche Hofkriegsratspräsident und Diplomat Fürst Wenzel Eusebius von Lobkowicz. Die auserwählte Braut war Johanna Magdalena, die vermögende einzige Tochter des Generalwachtmeisters, Oberst und Amtshauptmanns August von Hanau, die u. a. das Schloss Gamig mit Meuscha mit in die Ehe brachte. Dadurch wurde Graf von Hofkirchen Erb-, Lehn- und Gerichtsherr über die bei Dohna gelegene Grundherrschaft.
Die steile Karriere des Grafen Hofkirchen am Hof in Dresden endete unerwartet abrupt. Im Sommer 1667 fiel Graf Hofkirchen in kurfürstliche Ungnade und wurde aus dem Dienst suspendiert. Nach einem Gerichtsurteil des Leipziger Schöppenstuhls wurde er aus dem Dienst entlassen. Er war am 3. Juni 1667 mit dem Kurprinzen und einigen Begleitern zu einer Mühle im Plauenschen Grund bei Dresden geritten, wo man zum Mittagstisch einkehrte. Während des Essens kam es zu einem heftigen Streit, bei dem Graf Hofkirchen die Beherrschung verlor und seinen Degen gegenüber den Kurprinzen Johann Georg III. zückte. Er wurde daraufhin inhaftiert und abgeschoben, nachdem er sich verpflichtet hatte, innerhalb von drei Tagen Kursachsen für immer zu verlassen.
Der Graf von Hofkirchen stellte daraufhin seine Dienste dem Kurfürsten von Brandenburg zur Verfügung, der ihn im Rang eines Oberst in den Kriegsdienst schickte. Er starb zwischen Juni und Dezember 1672 und hinterließ die verwitwete Gräfin Johanna Magdalena von Hofkirchen, die erfolgreich beim Kurfürsten Johann Georg II. von Sachsen die teilweise Auszahlung der ihrem verstorbenen Ehemanns versprochenen Bargeldsumme erwirkte. Sie erhielt 9.000 Gulden vom Kammerherrn und Kommandant der Leibkompanie Kroaten zu Ross, Janko Peranski, der die Vorwerke Bleesern und Klitzschena übernahm. Über ihren weiteren Lebensweg ist nichts bekannt.
Im August 1689 übernahm sein Bruder Generalwachtmeister Graf Georg Lorenz von Hofkirchen Wolf Lorenz' frühere Funktion als Chef der kurfürstlichen Leibgarde zu Ross in Dresden. Er hielt es aber nicht einmal ein Jahr am kursächsischen Hof aus und dankte bereits im Mai 1690 wieder ab.